# Chicheng (Pengxi)
Chicheng (赤城镇,  Chìchéng Zhèn) ist eine Großgemeinde im Südwesten der Volksrepublik China. Sie gehört zum Verwaltungsgebiet des Kreises Pengxi, der seinerseits der bezirksfreien Stadt Suining in der Provinz Sichuan unterstellt ist. Chicheng hat eine Fläche von 80,77 Quadratkilometer und 89.105 Einwohner (Stand: Zensus 2010). Seit der Zeit der Tang-Dynastie ist Chicheng das politische, wirtschaftliche und kulturelle Zentrum von Pengxi.
Chicheng liegt Ufer des Zhixi He (芝溪河) am Fuße des Shizi Shan (狮子山) auf halber Strecke zwischen Suining und Nanchong. Die Großgemeinde liegt auf einer Höhe von 350 Metern.
Die Großgemeinde ist in 18 Verwaltungsdörfer und 10 Einwohnergemeinschaften unterteilt.

## Wirtschaft
Die Landwirtschaft ist der größte Wirtschaftszweig von Chicheng. Die landwirtschaftliche Fläche beträgt 35.500 ha, die Haupterzeugnisse sind Reis, Weizen, Mais, Süßkartoffeln, Raps, Erdnüsse, Soja, Gemüse, Kräuter für die traditionelle chinesische Medizin, sowie Seidenraupen, Schweine-, Kaninchen- und Geflügelfleisch. 2016 wurden in einem Programm zur Verbesserung der landwirtschaftlichen Strukturen zahlreiche Plantagen angelegt: 410 ha Zitronen im Dorf Zhangxing (长兴村), 120 ha Orangen in den Dörfern Xiangtanggou (响堂沟村) und Xiadianzi (下店子村), 500 ha Walnüsse im Dorf Yucheng (禹城村) angelegt. Die Autobahn G42 von Shanghai nach Chengdu verläuft durch die Großgemeinde.